# 玛米图
玛米图(Mamitu)，是在美索不达米亚神话中决定命运的羊头女神，主要决定新儿的命运。她也被奉为誓言女神，对违背誓言者进行惩罚。后来成为命运女神和冥界的判官，跟阿努纳奇诸神一起判人死刑。有时她被看作是冥神内尔伽勒(Nergal)的妻子。在一些祷词中，她也被称为不可撤销的恶魔诅咒。玛米图据说与巴比伦尼亚(Babylonia)之神安努(Anu)有联系。其他拼法：
Mammitu, Mammetum, Mammetu。